# Denticulobasis dunklei
Denticulobasis dunklei là một loài chuồn chuồn kim trong họ Coenagrionidae.
Denticulobasis dunklei được miêu tả khoa học năm 2009 bởi Machado.